# Bengt Wallström
Bengt Anders Wallström, född 18 augusti 1925 i Ödsmåls församling, Göteborgs och Bohus län, död där 18 februari 2013, var en svensk ingenjör.
Wallström, som var son till folkskollärare Anders Wallström och småskollärarinna Ester Pehrsson, utexaminerades från Chalmers tekniska högskola 1952 samt blev teknologie licentiat och teknologie doktor vid Kungliga Tekniska högskolan 1967. Han var anställd på L.M. Ericsson 1952–1969 och professor i teletrafiksystem vid Lunds tekniska högskola 1969–1990. Han författade skrifter i teleteknik.